# Eberhard Max Leopold Kausel
Maximilian Leopold Otto Eberhard Kausel (23 de febrero de 1910, 25 de julio de 1972) fue un botánico chileno.
Fue un especialista de Myrtaceae americanas, de las que identificó y nombró 297 especies. Puso mucho énfasis en las de Chile, que son las mejor conocidas de Sudamérica, gracias a su tarea.
Publicó muchísimo en castellano y también en alemán, como por ejemplo Beitrag zur Systematik der Myrtaceen (Ark. Bot. 3: 491-516. 1956).

## El botánico chileno Eberhard Kausel
Eberhard Kausel fue un botánico y taxonomista chileno en los primeros dos tercios del siglo XX, quien se destacó por sus estudios concernientes al orden vegetal Myrtaceae. Por profesión dentista y por afición botánico, él tuvo una pasión e interés incesantes por las ciencias naturales. Su doble carrera se debió al hecho a que cuando él egresó de la escuela secundaria en Chile, le hubiese sido difícil ganarse la vida solamente como botánico. Por este motivo, él eligió trabajar en problemas dentales durante los días de semana para luego sumergirse en su laboratorio y escudriñar a través de su microscopio los fines de semanas, los días festivos y durante los períodos de vacaciones. Pero al mismo tiempo, siendo un dentista de ejercicio libre, él también podía pedir cambiar las citas de sus clientes y tomarse, de ser necesario, días libres para ir a trabajar a terreno con sus hijos y/o colegas en las ciencias.

## Juventud y entorno familiar

Eberhard Kausel, aprox. 1940

Kausel nació en Santiago de Chile el 23 de febrero de 1910 como Maximilian Leopold Otto Eberhard Kausel, que él más adelante procedió a abreviar a Eberhard. Fue el séptimo y último hijo de una familia de profesores alemanes que llegaron a Chile hacia fines del siglo XIX, quienes a su vez fueron el punto de partida de una notable generación de educadores, académicos y profesores.   
En efecto, su abuelo materno fue Martin Schneider, quien fuese el fundador del instituto pedagógico Abelardo Núñez como así también el fundador y primer director del Liceo Santiago. La esposa de este, Helene, también fue profesora en una escuela de niñas en el que llegó a ocupar el cargo de directora. Su padre, Theodor Kausel fue un profesor de matemáticas muy querido, quien enseñó en varios planteles de educación superior en Santiago, incluyendo la Universidad de Chile, y en particular en el destacado Liceo de Aplicación, donde él también sirvió en varias ocasiones como su director interino.  
Entre sus hermanos, cabe citar a Ernst, de profesión ingeniero de minas, quien fue profesor y director en la Escuela de Minas de la Universidad de Chile. Luego un hijo de Ernst, Edgar Kausel Vecchiola llegó a ser uno de los sismólogos más notables en Chile como así también por muchos años director y profesor en el Instituto de Geofísica de la Universidad de Chile. A su vez, el hijo de este, Edgar Ernesto Kausel Eliçagaray es hoy en día profesor en la Escuela de Administración de la Universidad Católica de Santiago.  
Por otra parte, la hermana de Eberhard, Lilli, fue madre de Edgardo Boeninger Kausel, quien fuese el decano de la Escuela de Economía y años  más tarde también el rector de la Universidad de Chile. Durante la presidencia de don Patricio Aylwin Azócar, Edgardo sirvió como Jefe de Gabinete y años más tarde también fue elegido como senador de la República. Otro sobrino de Eberhard, Teodoro Kausel Kröll, es Profesor Emérito de la Universidad Austral de Valdivia, y finalmente su propio hijo Eduardo Kausel es profesor emérito en el Massachusetts Institute of Technology (MIT). 

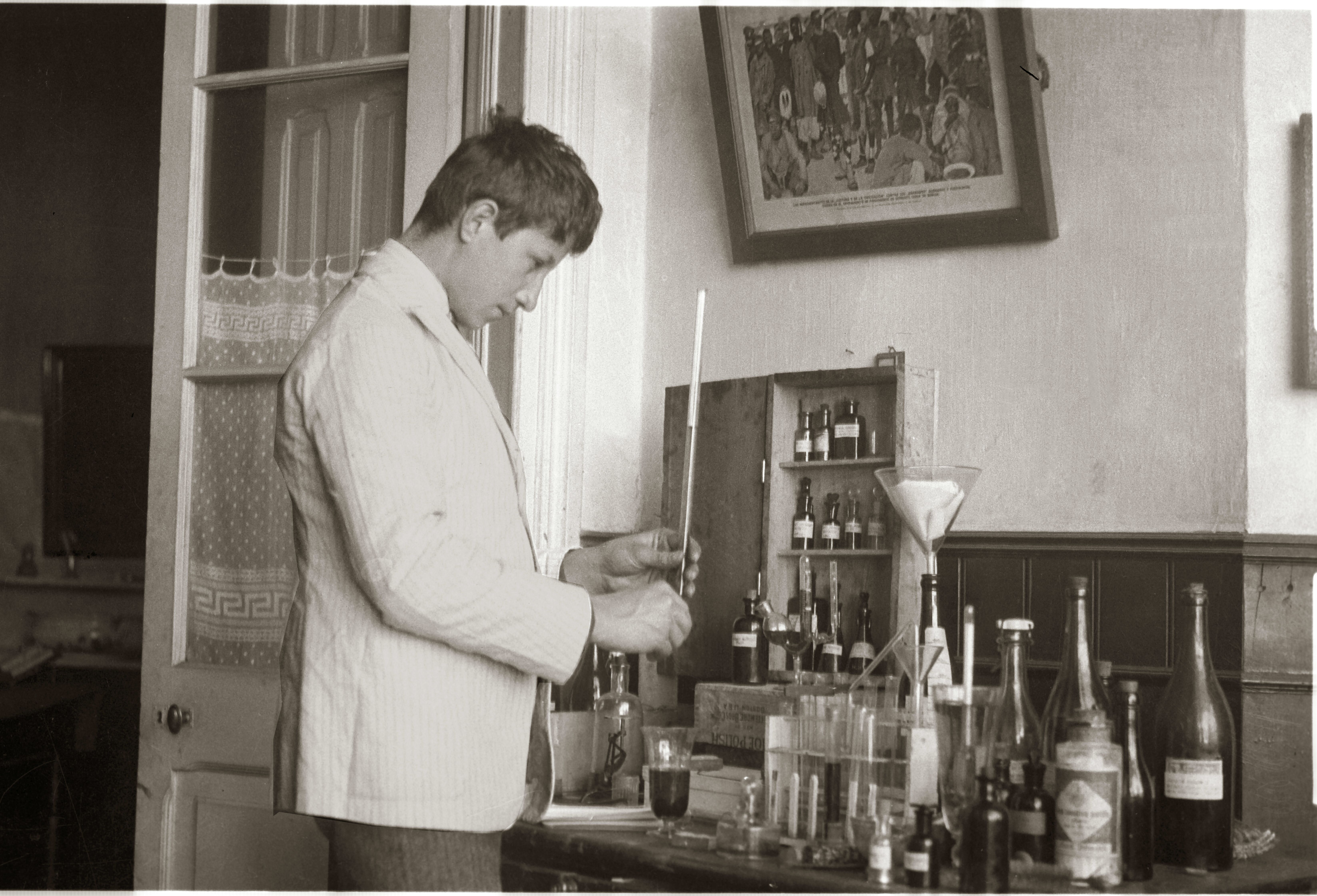
En su laboratorio, aprox. 1926

Cuando aún era adolescente, Eberhard demostró una intensa afición por la química y montó un laboratorio bastante completo en su casa paterna, pasando horas estudiando reacciones de uno u otro tipo. Esto le sirvió de ayuda cuando su padre enfermó de diabetes, en el curso de la cual Eberhard monitoreaba sus niveles de glucosa. Por desgracia, Theodor falleció cuando Eberhard tenía sólo 15 años de edad, lo que hizo acelerar su madurez. 
Se graduó a los 16 años y entró primero a estudiar ingeniería forestal, pero al cabo de un año en esta carrera él decidió cambiarse a la escuela de odontología, de donde se graduó como cirujano dentista en 1932 a la temprana edad de 22 años.  Fue más o menos en esa época en que Kausel empezó a demostrar su pasión por la botánica y a juntar sus primeros especímenes de plantas. En los años que siguieron a su graduación él llegó a conocer a su colega dentista, Greta Bolt, con quien se casó en 1937 y llegó a tener cuatro hijos. 
Eberhard hablaba y escribía tanto el español como el alemán con perfecta fluencia nativa. Además, leía y escribía en inglés y conocía elementos de Latín.  Desafortunadamente, él falleció cuando aún muy joven a la edad de 62 años, el 25 de julio de 1972, seguramente el resultado de haber sido un fumador empedernido durante toda su vida adulta.

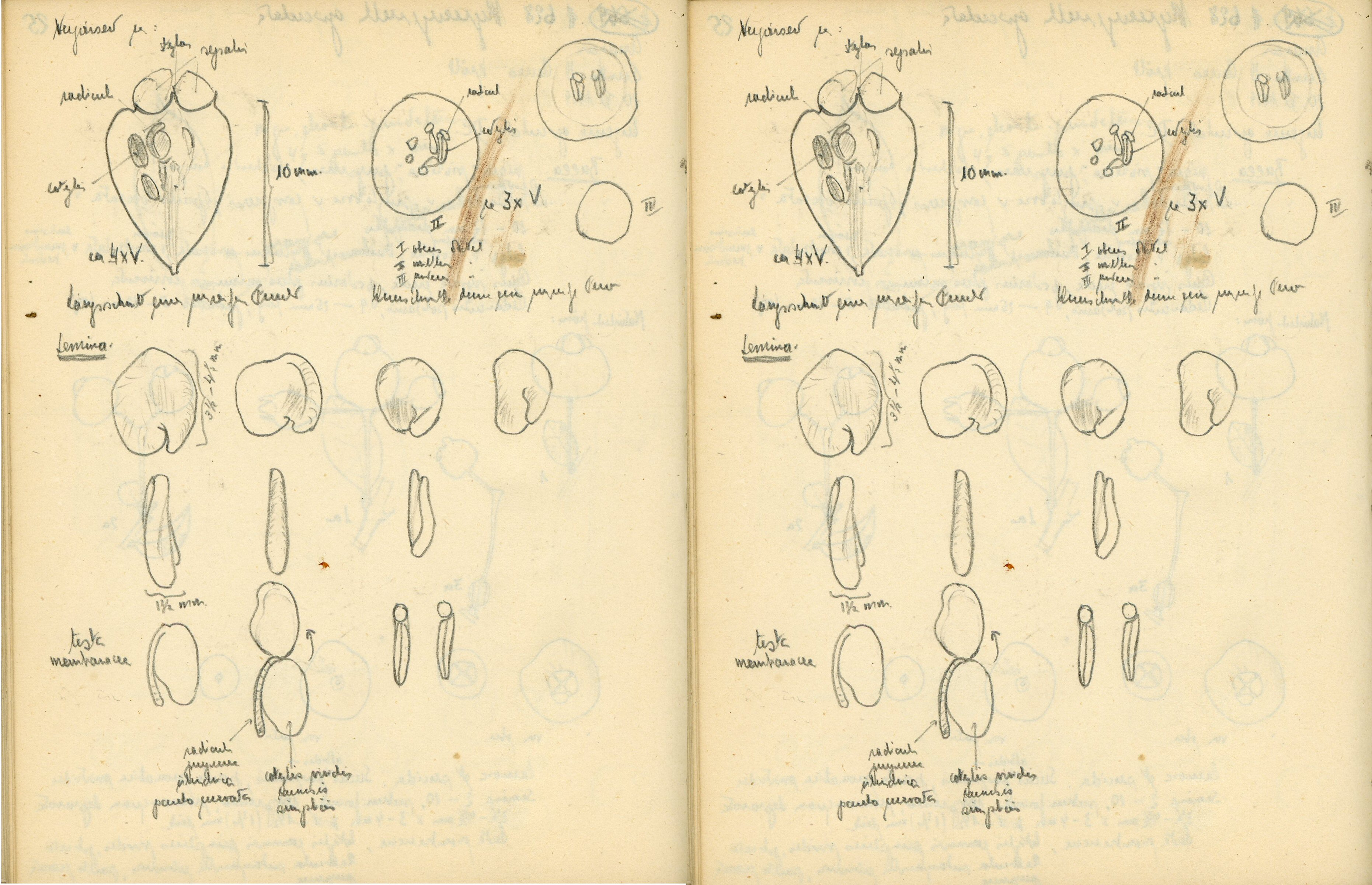
Arte botánico de Eberhard Kausel (dos muestras entre más de mil dibujos)

## Estudios botánicos

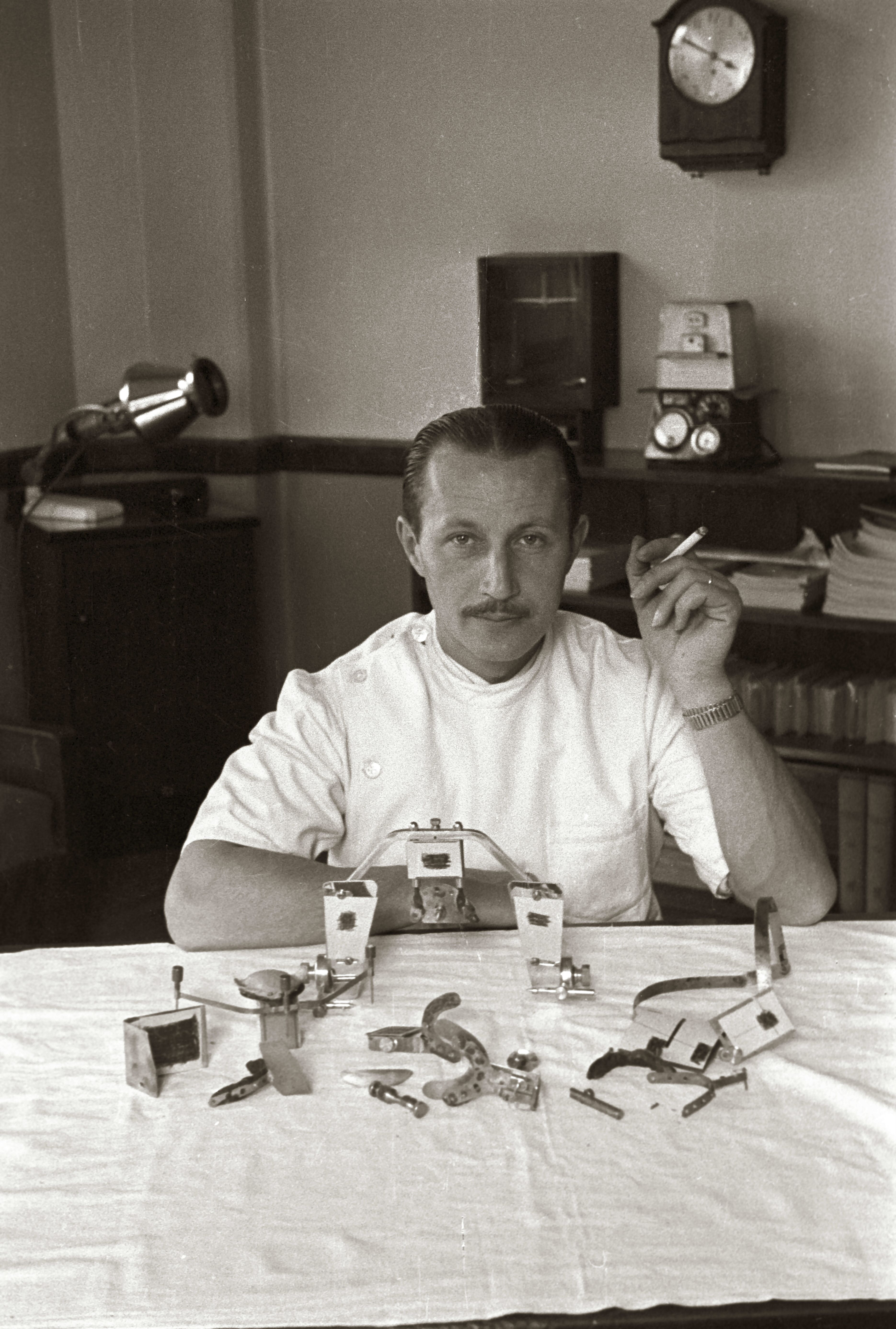
En su oficina dental, en 1943

Kausel se destacó por sus contribuciones al estudio de las mirtáceas sudamericanas, y en especial, por aquellas de origen chileno y argentino. Un escritor infatigable en tiempos en que los procesadores de palabras no existían,  él dejó un voluminoso legado de cartas y ensayos escritos a máquina, como así también cientos de dibujos botánicos (a lápiz) que en su inmensa mayoría nunca llegaron a ser publicados.  Además, él publicó un buen número de trabajos botánicos que aparecieron en su mayoría en revistas argentinas.
Más allá de esto, una fracción importante de la contribución de Kausel a las ciencias botánicas se produjo por intercambio directo con sus colegas chilenos y extranjeros tales como Gualterio Looser, Benkt Sparre o Harold Moldenke. Especialmente notables son dos gruesos volúmenes empastados de cartas con el botánico uruguayo Diego Legrand and y con el botánico y explorador antártico sueco Carl Skottsberg, ambos aún existentes (Eduardo Kausel, colección personal). 
Al día de hoy, su vasto herbario de mirtáceas sudamericanas se encuentra guardado en el  Finnish Museum of Natural History.

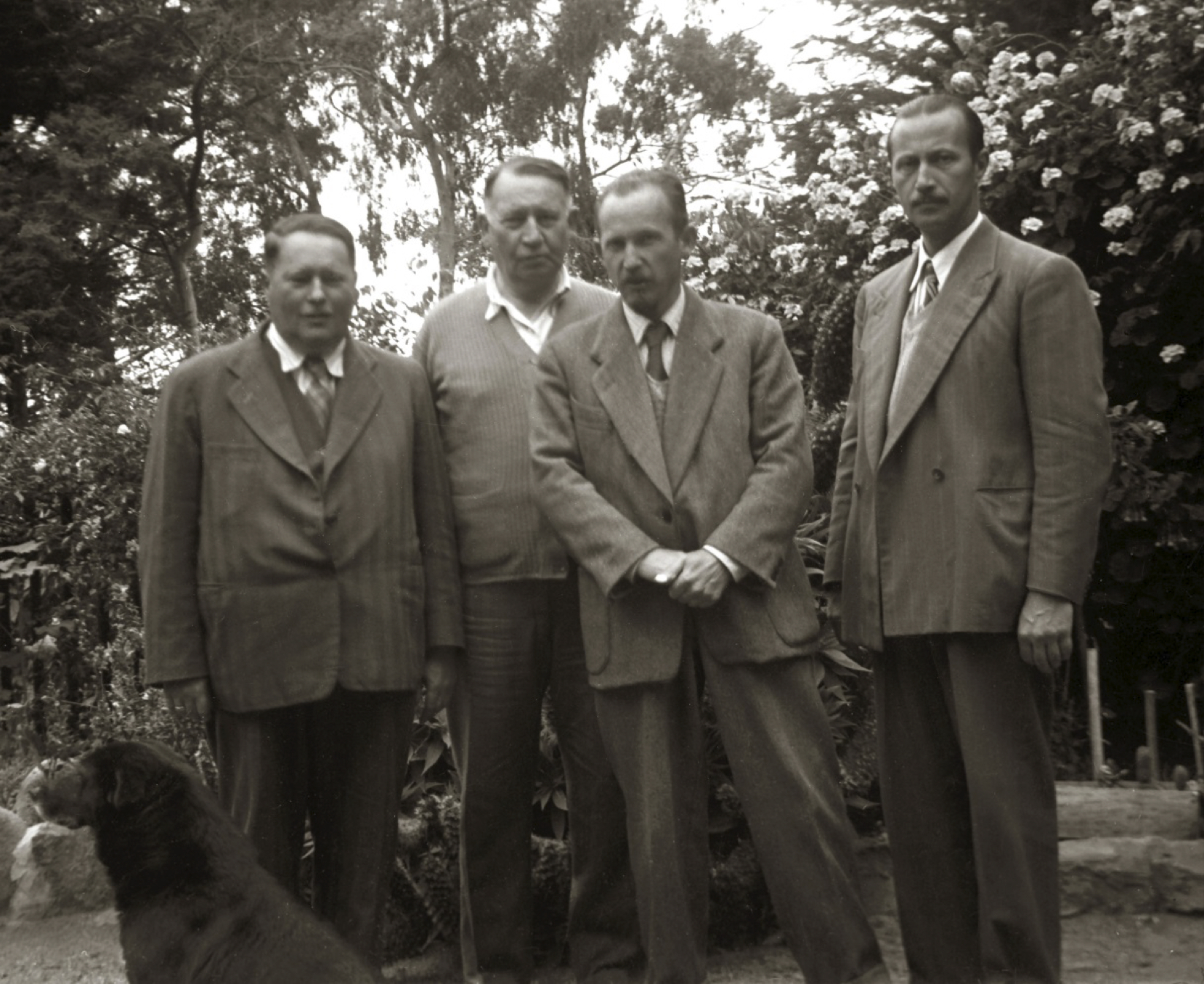
Con colegas botánicos en 1948. De izquierda a derecha: Gualterio Looser; posiblemente Harold Moldenke; colega desconocido posiblemente D. Legrand; Eberhard Kausel.

Kausel introdujo al mundo botánico  varios taxones nuevos, entre los cuales se encuentran, entre otros,  Reicheia, Myrceugenella, Legrandia, y Nothomyrcya. A su vez, especies de plantas acarrean hoy su nombre, entre las cuales se pueden citar: Myrceugenella Kausel Myrtaceae; Myrciariopsis Kausel Myrtaceae; Reichea Kausel Myrtaceae; Amomyrtella Kausel Myrtaceae; y otras más.
De acuerdo con el registro del sitio web del Index Kewensis, propuso 174 nuevos nombres o nuevas combinaciones de especies de plantas vasculares, muchos de los que perduran como válidos. Puso mucho énfasis en el estudio de las mirtáceas de Chile que, gracias a su tarea, son las mejor conocidas de Sudamérica. Schinus kauselii F.A. Barkley (Anacardiaceae) y Myrcia kauseliana D. Legrand (Myrtaceae) fueron erigidos por colegas suyos como homenaje y recuerdo.
Cabe mencionarse además que en la década de 1933 a 1944, Kausel fue profesor auxiliar de prótesis  en la Escuela Dental de la Universidad de Chile. Además, por varios años sirvió en el gremio dental en la dirección de la Federación Chilena de Dentistas, en la  que él contribuyó a solucionar los problemas de previsión e impuestos que afectaban a los dentistas de ejercicio libre. Además, durante esos años él también publicó algunos trabajos dentales.
Al fallecer, Kausel fue sobrevivido por su colega y esposa Dra. Greta Bolt por otro cuarto de siglo más, como así también por sus hijos y numerosos nietos. Un detallado y largo obituario sobre Kausel, escrito por su colega botánico Gualterio Looser, apareció en los Anales del Museo de Historia Natural de Valparaíso, en su edición de octubre de 1973  (Vol 6, 281-284).